# Benz 10PS
Il nome Benz 10PS identifica una famiglia di autovetture di fascia alta prodotte dal 1909 al 1926 dalla Casa automobilistica tedesca Benz & Cie.. Tra il 1926 ed il 1927 fu prodotto l'ultimo modello appartenente a tale famiglia, ma commercializzato già con il marchio Mercedes-Benz.

## Storia e caratteristiche
La famiglia di vetture 10PS della Benz è stata la famiglia più longeva tra quelle prodotte dalla Casa di Mannheim, basti pensare che tale produzione va ad occupare un arco di tempo che include una piccola parte dell'era Mercedes-Benz.

### Benz 10/18 PS
Il primo modello appartenente alla famiglia 10PS era la 10/18 PS ( Foto (JPG), su et.mercedes-benz-clubs.com. URL consultato il 22 gennaio 2021 (archiviato dall'url originale l'11 aprile 2013).), una delle due vetture chiamate a sostituire la Parsifal 12PS con propulsore da 2.3 litri (l'altro modello era la più piccola 8/18 PS che montava un 2 litri).
La 10/18 PS era una vettura di fascia alta, ma non certamente di lusso. Il suo prezzo non era comunque alla portata di chiunque: i 9000 marchi richiesti per una 10/18 torpedo di base erano un traguardo che la stragrande maggioranza della popolazione poteva solo sognare, qualcosa di simile al prezzo di un'attuale vettura del segmento E.
La 10/18 PS era equipaggiata da un 4 cilindri in linea da 2410 cm³ (alesaggio e corsa: 80x120 mm). Tale motore è stato uno dei primissimi motori monoblocco prodotti dalla Casa tedesca. La distribuzione prevedeva uno schema ad L, cioè a valvole laterali tutte su un lato del propulsore, valvole mosse da un albero a camme laterale. L'accensione era a magnete e batteria, mentre l'alimentazione era affidata ad un carburatore a getto. La potenza massima era di 18 CV a 1400 giri/min.
La 10/18 PS era costruita a partire da un telaio in lamiera d'acciaio stampata con sospensioni ad assale rigido e molle a balestra. I freni di servizio erano a ceppi sulla trasmissione, quest'ultima affidata ad un albero cardanico. Il cambio era a tre marce, con frizione a cono.
La 10/18 PS sfiorava i 70 km/h di velocità massima e fu tolta di produzione nel 1910.

### Benz 10/20 PS
Già nel 1909 la 10/18 PS venne affiancata dal modello 10/20 PS, che in seguito l'avrebbe sostituita. La 10/20 PS montava un nuovo motore, sempre monoblocco, ma della cilindrata di 2610 cm³ (alesaggio e corsa: 85x115 mm). Per il resto le caratteristiche ricalcavano quelle della meccanica già montata sulla 10/18 PS. La potenza del nuovo propulsore era di 20 CV a 1500 giri/min, consentendo alla vettura di raggiungere una velocità massima di 70 km/h. La produzione di questo modello terminò nel 1912.

### Benz 10/25 PS
La 10/20 PS venne sostituita nel 1912 dalla 10/25 PS, un'evoluzione del modello precedente. Prodotta per meno di un anno, fino alla fine di quello stesso 1912, la 10/25 PS montava un motore da 2610 cm³, ma non lo stesso della 10/20 PS, poiché si trattava di un'unità dalle differenti caratteristiche dimensionali, in cui l'alesaggio e la corsa misuravano rispettivamente 80x130 mm. La corsa più allungata ha permesso un maggior guadagno in coppia motrice, ma anche in potenza massima, quest'ultima accreditata di 25 CV a 1600 giri/min. Tra le altre differenze spicca il nuovo cambio a 4 marce. Invariate, invece, le prestazioni, sempre intorno ai 70 km/h, con lievissime differenze a seconda del tipo di carrozzeria adottato.

### Benz 10/30 PS
Dalla fine del 1912 alla fine del 1914 la Casa di Mannheim introdusse la 10/30 PS in sostituzione della 10/25 PS. Tale modello si differenziava dal precedente per pochissimi dettagli, il più evidente dei quali stava nell'adozione di un nuovo carburatore, più prestante, che consentiva al propulsore di raggiungere una potenza massima di 30 CV a 1750 giri/min, spingendo la vettura a poco meno di 70 km/h, prestazioni leggermente inferiori rispetto ai modelli precedenti a causa dell'aumento di peso della vettura.
Al termine della produzione della 10/30 PS vi fu un lungo periodo di pausa che abbracciò l'intero periodo bellico ed anche alcuni degli anni successivi.

### Benz 10/30 PS Typ 260

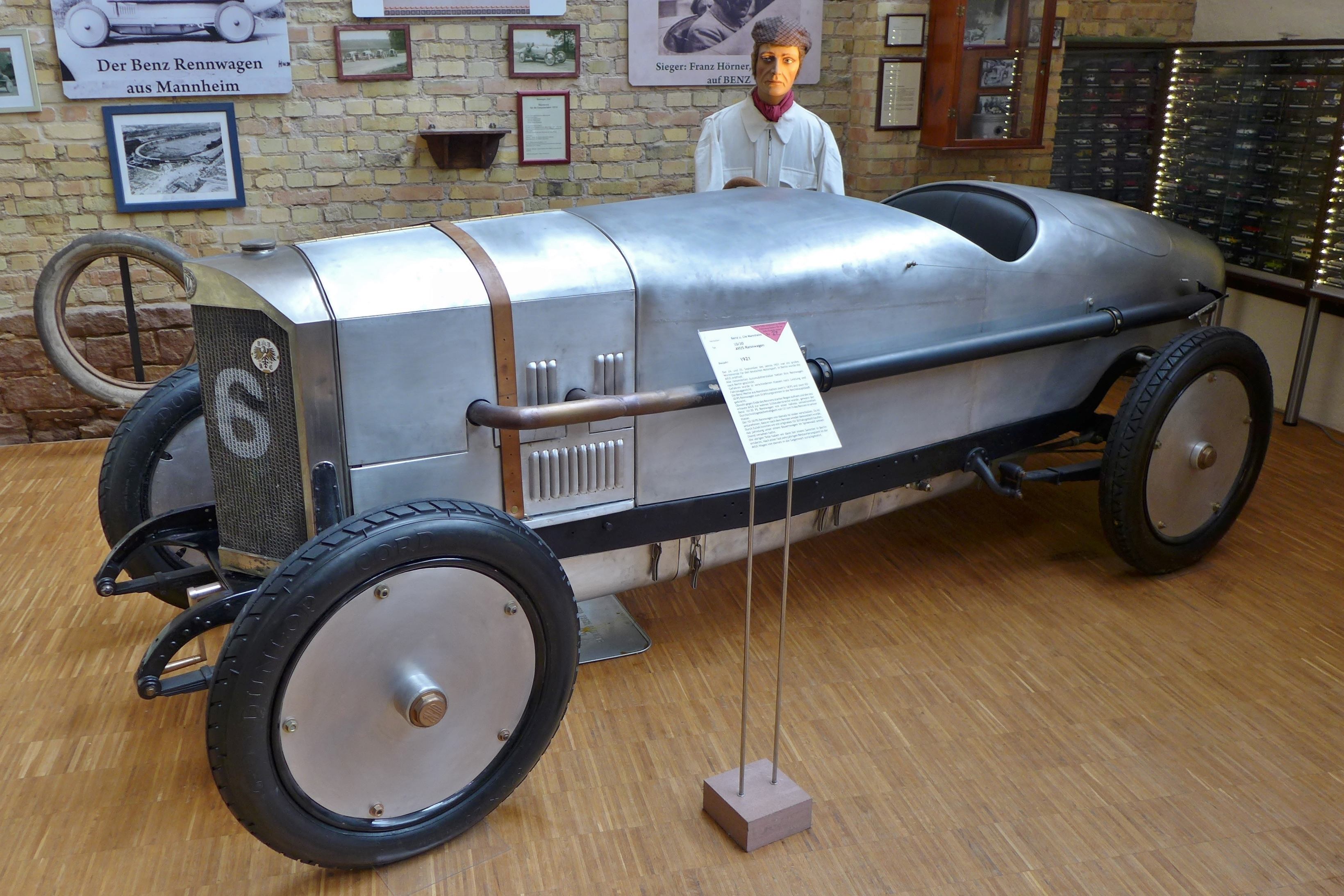
Una Benz 10/30 PS simile a quella che vinse nel 1921 sull'AVUS

Si tornò a parlare di Benz 10PS solo a partire dal 1921, quando venne introdotta la 10/30 PS Typ 260, una vettura che inaugurò il sistema di numerazione a tre cifre indicante la cilindrata, utilizzato poi per lunghi decenni sulle Mercedes-Benz. Il motore utilizzato era lo stesso della precedente 10/30 PS, ma l'accensione era affidata ad una batteria da 12 V ed un generatore Bosch. La potenza massima era sempre di 30 CV, ma stavolta a 2000 giri/min. Nonostante ciò le prestazioni vennero migliorate e la Typ 260 raggiungeva i 75 km/h. Addirittura, alcuni esemplari vennero allestiti per gareggiare in alcune competizioni: il corpo vettura venne notevolmente alleggerito e, nonostante la potenza invariata, riuscì a raggiungere punte velocistiche ben superiori ai 100 orari. il 24 e il 25 settembre molti costruttori, tedeschi e non, si diedero appuntamento al circuito dell'AVUS che proprio in quel week-end venne inaugurato. Venne organizzato per l'occasione un torneo riservato a vetture suddivise in classi di potenza e peso. Una Benz 10/30 PS debitamente preparata riuscì a vincere nella sua categoria ad una media di 121 km/h. Tornando alla normale produzione, a partire dal 1925 vi fu una novità riguardante l'impianto frenante, e consistente nell'adozione di freni a tamburo anche all'avantreno. La vettura fu prodotta fino alla vigilia della nascita del gruppo Daimler-Benz e del nuovo marchio Mercedes-Benz.

### Mercedes-Benz 10/35 PS Typ 260

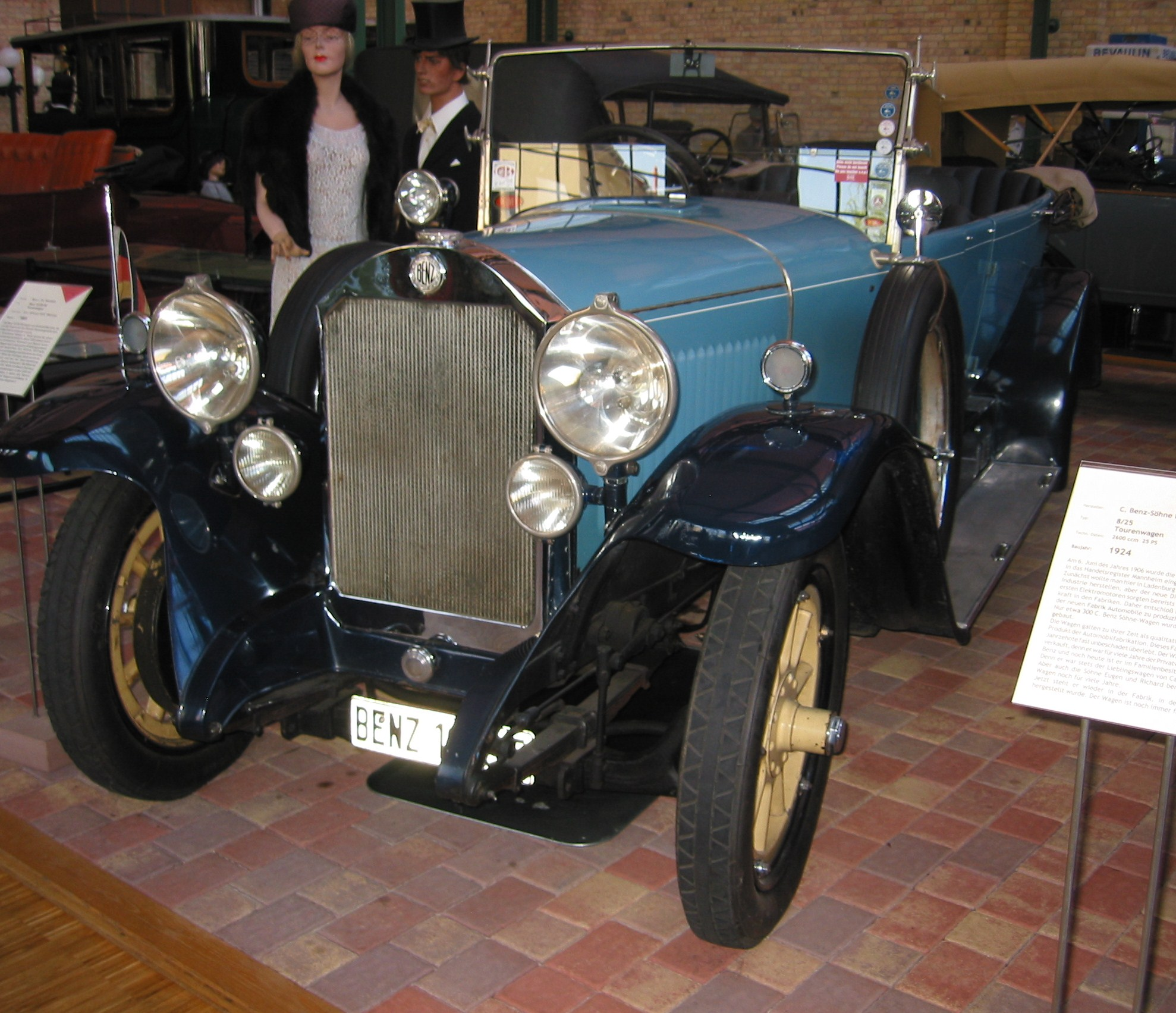
Una 10/35 PS

Nel 1926 la 10/30 PS Typ 260 venne sottoposta ad alcuni aggiornamenti meccanici e riproposta con il marchio Mercedes-Benz, nato da pochissimo, e con la denominazione 10/35 PS Typ 260. Questo nuovo modello, l'ultimo della gamma 10PS, montava lo stesso motore, ma con rapporto di compressione portato da 4.6 a 4.75:1, con conseguente aumento della potenza massima da 30 a 35 CV a 2500 giri/min. Tra le differenze telaistiche è da segnalare l'utilizzo di un telaio in lamiera d'acciaio con sezione ad U. La velocità massima della 10/35 PS era di 78 km/h. La produzione della 10/35 PS durò fino al 1927.

## L'eredità delle10PS
La 10/35 Typ 260, ultimo modello appartenente alla famiglia delle 10PS, lasciò l'eredità a due modelli di fasce differenti. Il modello di fascia più bassa,  già in listino da un anno, fu la Mercedes-Benz 8/38 PS con motore da 2 litri ma già con potenza superiore (38 CV), mentre il modello di fascia più alta fu la Mercedes-Benz Stuttgart 260, lanciata un po' più tardi, nel 1929.